# Tiburonia granrojo
Tiburonia granrojo, de nombre común  en inglés Big red, es un tipo de medusa perteneciente a la familia de los ulmáridos e integrante de la fauna abisal. Estas medusas son algo desconocidas y no se sabe mucho de ellas, ya que fueron descubiertas en 2003 por el MBARI (Monterey Bay Aquarium Research Institute), y una bióloga marina además del Dr. I. Matsumoto. Se le dio a este organismo el nombre genérico de Tiburonia por haber sido descubierto por la tripulación que iba en el ROV (Remotely operated vehicle, o, en español, ‘vehículo operado remotamente’) al que llamaban Tiburón.
De momento solo se han encontrado unos 23 especímenes y solo se ha estudiado uno de 15 centímetros.

## Hábitat
El granrojo se encuentra en las profundidades del Océano Pacífico, Hawái, en el golfo de California, bahía de Monterrey y en Japón entre 600 y 1500 metros de profundidad.

## Morfología

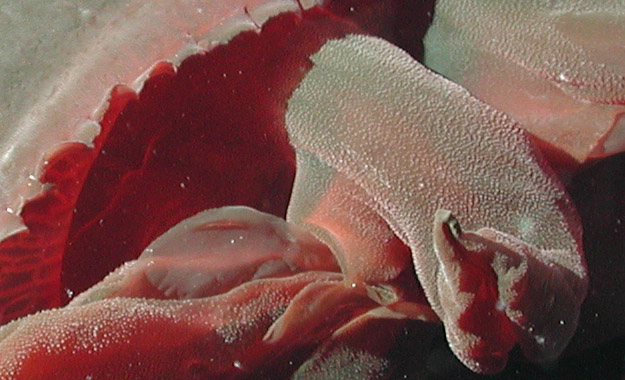
Tentáculos del Granrojo.

Esta especie alcanza entre los 60 y 90 centímetros de diámetro. Es una especie carnosa y robusta que posee de cuatro a siete brazos urticantes en la boca que le sirven para obtener sus alimentos, posiblemente otras medusas.
La especie ha obtenido este apodo de Big Red, porque este tipo de medusa presenta un color rojo muy oscuro.